# Rhytura europeator
Rhytura europeator är en stekelart som beskrevs av Sawoniewicz 1993. Rhytura europeator ingår i släktet Rhytura och familjen brokparasitsteklar. Inga underarter finns listade i Catalogue of Life.